# HSM Pegasus - Holland
De serie HSM Pegasus - Holland was een serie van negen breedsporige stoomlocomotieven van het type Long-Boiler van de Hollandsche IJzeren Spoorweg-Maatschappij (HSM).
Als eerste leverde de fabriek R. Stephenson & Co. een tweetal locomotieven in 1844, in 1846 gevolg door nog een viertal waarvan twee tenders werden geleverd door Dixon & Co. In respectievelijk in 1848 en 1850 werden twee locomotieven nagebouwd door de HSM werkplaats in Haarlem, waarvan de eerste van een door Paul van Vlissingen gebouwde ketel werd voorzien. Tot slot werd de negende locomotief in 1856 door de fabriek R. Stephenson & Co. geleverd.
Alle negen locomotieven kwamen in dienst op de breedsporige verbinding tussen Amsterdam en Rotterdam. 
Na de ombouw van deze verbinding tot normaalspoor werden de locomotieven in 1866 buiten dienst gesteld. De Haarlem werd nadien omgebouwd voor normaalspoor en in 1872, voorzien van het nummer 42, wederom in dienst gesteld. Hoofdzakelijk gebruikt als rangeerlocomotief heeft deze locomotief het vol gehouden tot 1898, waarna ze werd afgevoerd.

## Overzicht
| Fabrikant              | Fabrieks- nummer | Naam            | In dienst (breedspoor) | Uit dienst | In dienst (normaalspoor) | Nummer | Uit dienst | Bijzonderheden                                                                                                 |
| ---------------------- | ---------------- | --------------- | ---------------------- | ---------- | ------------------------ | ------ | ---------- | --- |
| R. Stephenson & Co.    | 418              | Pegasus         | 1844                   | 1866       |                          |        |            | |
| R. Stephenson & Co.    | 419              | Aurora          | 1844                   | 1866       |                          |        |            | |
| R. Stephenson & Co.    | 482              | Amsterdam       | 1846                   | 1866       |                          |        |            | |
| R. Stephenson & Co.    | 483              | Haarlem         | 1846                   | 1866       | 1872                     | 42     | 1898       | Tender geleverd door Dixon & Co. Omgebouwd naar normaalspoor.                                                  |
| R. Stephenson & Co.    | 484              | 's-Gravenhage   | 1846                   | 1866       |                          |        |            | |
| R. Stephenson & Co.    | 485              | Rotterdam       | 1846                   | 1866       |                          |        |            | Tender geleverd door Dixon & Co.                                                                               |
| HSM werkplaats Haarlem | 1                | Kenau Hasselaar | 1848                   | 1866       |                          |        |            | Ketel geleverd door Koninklijke Fabriek voor Stoom- en andere Werktuigen Paul van Vlissingen & Dudok van Heel. |
| HSM werkplaats Haarlem | 2                | Lucifer         | 1850                   | 1866       |                          |        |            | |
| R. Stephenson & Co.    | 1023             | Holland         | 1856                   | 1866       |                          |        |            | |